# (89) Julia
(89) Julia ist ein Asteroid des mittleren Hauptgürtels, der am 6. August 1866 vom französischen Astronomen Édouard Jean-Marie Stephan am Observatoire de Marseille entdeckt wurde. Es war seine erste Asteroidenentdeckung.
Der Asteroid wurde vermutlich benannt nach der Schutzheiligen Julia von Korsika, die im 5. Jahrhundert als Märtyrerin starb. Zum Zeitpunkt der Entdeckung gehörte die Insel in der Nähe von Marseille bereits zu Frankreich.

## Wissenschaftliche Auswertung
Mit Daten radiometrischer Beobachtungen im Infraroten am Mauna-Kea-Observatorium auf Hawaiʻi im Januar 1974 wurden für (89) Julia erstmals Werte für den Durchmesser und die Albedo von 164 km und 0,07 bestimmt. Aus Ergebnissen der IRAS Minor Planet Survey (IMPS) wurden 1992 Angaben zu Durchmesser und Albedo für zahlreiche Asteroiden abgeleitet, darunter auch (89) Julia, für die damals Werte von 151,5 km bzw. 0,18 erhalten wurden. Mit dem Satelliten Midcourse Space Experiment (MSX) wurden 1996 bis 1997 im Rahmen der Infrared Minor Planet Survey (MIMPS) Daten erhalten, aus denen Werte von 127,7 km bzw. 0,25 bestimmt wurden. Aus einer hochaufgelösten Aufnahme mit dem Adaptive Optics (AO)-System am Teleskop II des Keck-Observatoriums auf Hawaiʻi im Infraroten vom 16. August 2009 konnte ein äquivalenter Durchmesser von 130 ± 15 km abgeleitet werden. Eine Auswertung von Beobachtungen durch das Projekt NEOWISE im nahen Infrarot führte 2011 zu vorläufigen Werten für den Durchmesser und die Albedo im sichtbaren Bereich von 148,1 km bzw. 0,18. Nachdem die Werte nach neuen Messungen mit NEOWISE 2012 auf 137,1 km bzw. 0,22 korrigiert worden waren, wurden sie 2014 auf 145,5 km bzw. 0,19 geändert. Aus der Beobachtung von zwei Sternbedeckungen durch den Asteroiden konnte in einer Untersuchung von 2020 für (89) Julia ein Durchmesser von 138,0 ± 1,0 km bestimmt werden.
Eine spektroskopische Untersuchung von 820 Asteroiden zwischen November 1996 und September 2001 am La-Silla-Observatorium in Chile ergab für (89) Julia eine taxonomische Klassifizierung als S- bzw. Ld-Typ. Im Rahmen einer internationalen Kampagne zur Beobachtung potenzieller Zielasteroiden für die Rosetta-Mission wurden im März und Juni 2003 koordinierte Beobachtungen am Pariser Observatorium im französischen Meudon und an der Infrared Telescope Facility (IRTF) am Mauna-Kea-Observatorium durchgeführt. Das Spektrum von (89) Julia zeigte Absorptionsbanden, die auf die Anwesenheit von Olivin und Olivin-Pyroxen-Gemischen hinwiesen und die taxonomische Zuordnung zum S-Typ bestätigten.
Bereits 1968 war (89) Julia erstmals photometrisch beobachtet worden. 1971 wurde in einem Konferenzbericht eine erste Abschätzung zur Rotationsperiode gegeben. Der mit aller Vorsicht genannte Wert von „8 h?“ beruhte auf Messungen vom 13. bis 24. August 1968 am Kitt-Peak-Nationalobservatorium in Arizona. Über detailliertere Beobachtungen während der gleichen Opposition des Asteroiden wurde auch in einer Doktorarbeit von 1970 berichtet, wo aus Beobachtungen in zwei aufeinanderfolgenden Nächten eine Rotationsperiode des Asteroiden von etwa 11,25 h abgeleitet wurde. Neue photometrische Beobachtungen von (89) Julia fanden dann vom 16. bis 30. August 1972 am Observatoire de Haute-Provence in Frankreich statt. Aus der in neun Nächten aufgezeichneten Lichtkurve konnte für den Asteroiden eine etwas genauere Rotationsperiode von 11,387 h abgeleitet werden. Eine Neubewertung der Beobachtungen aus dem August 1968 konnte dann in einer Untersuchung von 1985 die damaligen Messergebnisse ebenfalls gut mit dieser Periode in Übereinstimmung bringen. Photometrische Messungen am 20. und 25. November 1993 am Institut für Astronomie der Nationalen W.-N.-Karasin-Universität Charkiw in der Ukraine und am Krim-Observatorium in Simejis waren ebenfalls zu dieser Periode passend. Eine Messung vom 21. bis 24. November 2006 am Oakley Observatory des Rose-Hulman Institute of Technology in Indiana ergab erneut einen Periodenwert von 11,38 h.

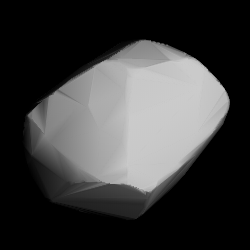
Berechnetes 3D-Modell von (89) Julia von 2011

Die Auswertung von archivierten Daten des Asteroid Photometric Catalogue (APC) und des United States Naval Observatory (USNO) sowie der Beobachtungen von zwei Sternbedeckungen durch den Asteroiden vom 13. August 2005 in Nordamerika und Europa und vom 4. Dezember 2006 in Japan konnte in einer Untersuchung von 2011 ein neues Gestaltmodell, eine eindeutige Position für die Rotationsachse mit retrograder Rotation und eine Periode von 11,38834 h sowie ein äquivalenter Durchmesser von 140 ± 10 km bestimmt werden.
Abschätzungen von Masse und Dichte für den Asteroiden (89) Julia aufgrund von gravitativen Beeinflussungen auf Testkörper ergaben in einer Untersuchung von 2012 eine Masse von etwa 6,71·1018 kg, was mit einem angenommenen Durchmesser von etwa 148 km zu einer Dichte von 3,98 g/cm³ führte bei keiner Porosität. Diese Werte besitzen eine Unsicherheit im Bereich von ±31 %.
Mit dem neuen Algorithmus All-Data Asteroid Modeling (ADAM) wurde dann 2017 ein Gestaltmodell erstellt, das alle verfügbaren photometrischen, photographischen und sternbedeckungsbasierten Daten in Verbindung mit hochaufgelösten Infrarot-Aufnahmen des Keck-II-Teleskops auf Hawaiʻi von 2009 (siehe oben) gut reproduziert. Für die Rotationsachse konnte die zuvor bestimmte Position annähernd bestätigt werden und die Rotationsperiode wurde wieder zu 11,38834 h berechnet. Für die Größe gab es eine neue Bestimmung zu einem volumenäquivalenten Durchmesser von 142 ± 4 km. Die entsprechende Schüttdichte von 4,5 g/cm³ beinhaltet aber aus der Massenbestimmung eine hohe Unsicherheit. Eine zur Absicherung dieser Ergebnisse gewünschte photometrische Beobachtung von (89) Julia vom 27. Juli bis 6. August 2017 an der Palmer Divide Station des Center for Solar System Studies in Colorado hatte die Rotationsperiode mit einem Wert von 11,3831 h bestätigt. Weitere photometrische Beobachtungen erfolgten dann noch vom 20. September bis 23. Dezember 2017 mit den ferngesteuerten Teleskopen TRAPPIST-North am Oukaïmeden-Observatorium in Marokko und TRAPPIST-South am La-Silla-Observatorium in Chile. Aus der Lichtkurve wurde auch hier eine Rotationsperiode von 11,3844 h bestimmt.
Eine weitere Gestaltmodellierung erfolgte mit den photometrischen Daten der Jahre 1968–2017 in Verbindung mit Daten von Gaia in einer Untersuchung von 2020 mit dem Algorithmus Shaping Asteroids with Genetic Evolution (SAGE). Das dabei errechnete Modell besitzt ebenfalls eine Rotationsachse mit retrograder Rotation und eine Rotationsperiode von 11,38833 h. Eine Anwendung thermophysikalischer Modelle ergab einen Wert für den Durchmesser von 150 ± 10 km, während die Beobachtungsdaten der Sternbedeckungen von 2005 und 2006 (siehe oben) eher auf einen mittleren Durchmesser von 138 km führten.
Zwischen 2012 und 2018 wurden mit der All-Sky Automated Survey for Supernovae (ASAS-SN) auch photometrische Daten von 20.000 Asteroiden aufgezeichnet. Auf mehr als 5000 davon konnte erfolgreich die Methode der konvexen Inversion angewendet werden, darunter auch (89) Julia, für die in einer Untersuchung von 2021 ein verbessertes dreidimensionales Gestaltmodell für eine Rotationsachse mit retrograder Rotation und einer Periode von 11,3883 h berechnet wurde.

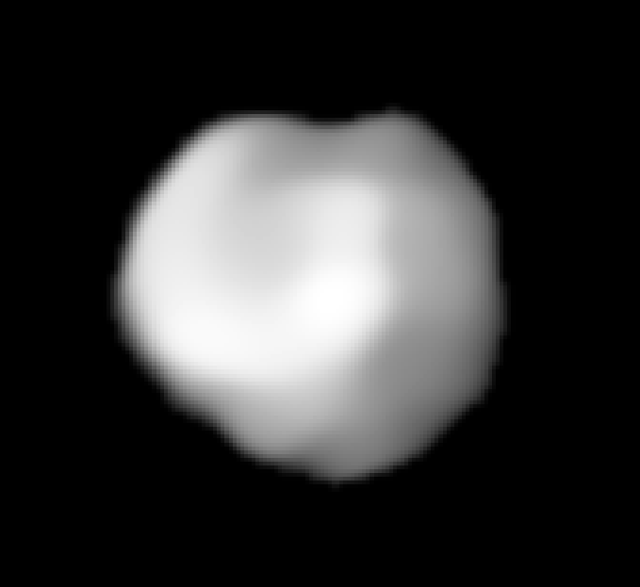
Aufnahme von (89) Julia durch das Very Large Telescope (VLT) am 24. August 2017. Der Nonza-Krater ist etwa in der Mitte zu erkennen

Ein umfangreiches Programm der Europäischen Südsternwarte (ESO) zielte darauf ab, die 3D-Form und damit die Dichte von großen Hauptgürtel-Asteroiden zu ermitteln, um ihre Entstehung und Entwicklung besser zu belegen. Es wurden dazu von 42 großen (D > 100 km) Hauptgürtel-Asteroiden neue Aufnahmen mit dem Adaptive-Optics-System SPHERE am Very Large Telescope (VLT) des Paranal-Observatoriums in Chile gemacht, darunter auch vom 8. Juli bis 7. Oktober 2017 von (89) Julia. Zusammen mit der Keck-II-Aufnahme von 2009, archivierten Lichtkurven aus den Jahren 1968, 1972, 2009 und 2017 sowie den Beobachtungsergebnissen der Sternbedeckungen von 2005 und 2006 wurden dann in einer Untersuchung von 2018 erneut verbesserte Gestaltmodelle des Asteroiden mit dem Algorithmus ADAM errechnet (siehe Infobox). An physischen Parametern konnten aus dem Modell folgende Werte abgeleitet werden:
- Mittlerer Durchmesser 140 ± 3 km
- Rotationsperiode 11,388336 h
- Position der Rotationsachse mit retrograder Rotation

Sowohl die hochaufgelösten Aufnahmen als auch das Gestaltmodell des Asteroiden wurden sorgfältig nach Anzeichen von Einschlagkratern untersucht. Dabei wurde eine große Einschlagssenke und zwei mutmaßliche Krater identifiziert. Die große Senke auf der südlichen Hemisphäre des Asteroiden besitzt einen Durchmesser von etwa 75 km und eine Tiefe von etwa 4 km. Das Aushubvolumen beläuft sich auf etwa 9800 km³ ± 50 %. Die große Vertiefung wurde nach der korsischen Gemeinde Nonza benannt, dem Ort des Martyriums der Heiligen Julia. In der finalen Auswertung 2022 konnten darüber hinaus noch folgende Daten erfasst werden:
- Abmessungen in drei Achsen (165 × 142 × 115) km
- Masse 4,3·1018 kg
- Dichte 3,0 g/cm³
- Albedo 0,22

## Julia-Familie
(89) Julia ist namensgebendes und größtes Mitglied einer Asteroidenfamilie mit ähnlichen Bahneigenschaften, wie eine Große Halbachse von 2,52–2,59 AE, eine Exzentrizität von 0,09–0,15 und eine Bahnneigung von 16,5°–17,2°. Taxonomisch handelt es sich um Asteroiden der Spektralklassen S, X und D, die mittlere Albedo liegt bei 0,16. Der Julia-Familie wurden im Jahr 2019 etwa 273 Mitglieder zugerechnet. Es handelt sich dabei neben (89) Julia nur um sehr kleine Körper mit Durchmessern zwischen 1 und 2,5 km und absoluten Helligkeiten unter 16 mag, die wahrscheinlich vor relativ kurzer Zeit durch ein Kollisionsereignis entstanden. Es besteht daher die Möglichkeit, dass einer der Krater auf der Oberfläche von (89) Julia in direktem Zusammenhang mit der Julia-Kollisionsfamilie steht.
Eine Modellierung der Umlaufbahnen der Körper führte auf ein Alter der Julia-Familie zwischen 10 und 120 Mio. Jahren mit einem wahrscheinlichsten Wert von 30 Mio. Jahren. Weitere numerische Simulationen eines Einschlagsereignisses legen nahe, dass (89) Julia vor dieser Zeit von einem Asteroiden mit einem Durchmesser von etwa 8 km getroffen wurde, wodurch ein flacher Einschlagskrater mit einem Durchmesser von mindestens 60 km auf ihrer Oberfläche entstand, höchstwahrscheinlich auf der südlichen Hemisphäre von Julia. Die Beobachtungen mit VLT/SPHERE zeigten, dass Julias südliche Hemisphäre einen solchen großen Krater beherbergt, der daher ein idealer Kandidat für den Ursprung der Julia-Familie zu sein scheint.